# Николо-Угрешская духовная семинария
Нико́ло-Угре́шская правосла́вная духо́вная семина́рия — высшее учебное заведение Русской православной церкви, имеющее целью подготовку духовенства для епархий Московского патриархата. Создана в 1999 году решением Священного синода Русской православной церкви. Расположена в городе Дзержинском Московской области.

## История
В 1866 году Пимен Угрешский открыл при монастыре народное училище для детей крестьян окрестных деревень. Он стремился, чтобы образование было «проникнуто духом христианского благочестия, а не тем зловредным суемудрием и неверием, который все более и более овладевает миром». С установлением советской власти училище было закрыто, но память о его существовании создавала предпосылки для возрождения духовной школы при монастыре.
В июне 1998 года Николо-Угрешской обители было передано здание бывшей медсанчасти, в которой разместилось духовное училище. 1 сентября 1998 года начался первый учебный год в Николо-Угрешском духовном училище. Учащимся в первом классе предстояло изучать следующие предметы: катехизис (общие сведения о вероучении Православной Церкви), общецерковную историю, литургику (устав богослужения), Священное Писание Ветхого и Нового Заветов, церковное искусство, славянский язык, современный иностранный язык, музыкальные дисциплины: сольфеджио, хор, обиход церковного пения. В последующие дни учащиеся и преподаватели посетили, по традиции, существующей в духовных школах, Троице-Сергиеву лавру, Новоиерусалимский монастырь, святыни Москвы.
Определением Святейшего Синода от 5 октября 1999 года трехгодичное Николо-Угрешское духовное училище было преобразовано в Духовную семинарию. Основателем и первым ректором семинарии стал наместник Николо-Угрешского монастыря архимандрит Вениамин (Зарицкий).
С 2014/2015 учебного года по благословению председателя учебного комитета Русской православной церкви архиепископа Верейского Евгения в Николо-Угрешской семинарии открыта магистратура по двум направлениям: богословие и история Русской церкви.
1 июня 2022 года приказом Рособрнадзора № 633 переоформлена государственная лицензия Николо-Угрешской духовной семинарии на осуществление образовательной деятельности. Духовной школе также предоставлено право на реализацию образовательной программы по направлению 48.04.01 «Теология» (уровень магистратуры) и программ дополнительного профессионального образования.
21 декабря 2023 года приказом Рособрнадзора Николо-Угрешская духовная семинария была признана успешно прошедшей государственную аккредитацию по направлению 48.04.01 «Теология» (уровень — магистратура).

## Современное состояние
Учебно-методическая деятельность семинарии направлена на совершенствование учебного процесса в условиях ведущейся реформы духовных школ. Семинаристы проживают на территории монастыря, обеспечены питанием, комфортными условиями жизни и учёбы, стипендией. Срок обучения в бакалавриате — 4 года. При семинарии действуют духовно-просветительские курсы для мирян «Сокровенный мир Православия».
В семинарии ведется научная работа, ежегодно проводится ряд церковно-научных конференций и семинаров, преподаватели и студенты выступают на церковно-научных и богословских конференциях в Москве, Санкт-Петербурге, Московской духовной академии, принимают участие в научно-богословских мероприятиях общецерковного и епархиального уровней. По итогам конференций и научной деятельности преподавателей издаются научные сборники, все они имеют гриф «рекомендовано к публикации издательским советом Русской православной церкви».
Учебные практики: богослужебная, социальная, катехизаторская, педагогическая, миссионерская.
Одним из направлений миссионерской деятельности являются ежегодные миссионерские поездки на Русский Север, в ходе которых в удалённых селениях совершаются богослужения, проводятся беседы катехизического содержания. Другое направление миссии — церковное служение в храмах, расположенных в местах лишения свободы и в воинских частях.
Николо-Угрешская семинария является одним из организаторов учебного курса повышения квалификации учителей ОПК школ Восточного учебного округа. Курс должен дать учителям в системном виде необходимый минимум информации о православной христианской религиозной культуре, традиции; обеспечить учителям возможность достаточно свободно ориентироваться в основных вопросах, связанных с историей православного христианства, православными праздниками, обрядами, традициями.
Семинария участвует в жизни города. В сотрудничестве с местными структурами власти и городской общественности развивается деятельность, направленная на привлечение внимания молодёжи к церковной жизни и формирование у него православных духовно-нравственных идеалов. Создан молодёжный клуб «Пролог», регулярно происходят встречи с воспитанниками комплексного центра социального обслуживания «Милосердие» города Дзержинского, организуются праздничные программы для детей. При монастыре и семинарии действует Центр патриотического воспитания военно-спортивного клуба «Дружина святого Димитрия Донского», в которой проводятся занятия по армейскому рукопашному бою. Укрепляются связи семинарии с городским молодёжным центром «Лидер». Общегородской масштаб приобрёл организуемый семинарией ежегодный праздник «Сретение на Угреше», посвящённый духовным ценностям семьи.
При семинарии действует социальная служба «Милосердие», которая помогает пожилым людям, инвалидам. Проект призван организовать помощь незащищённым и дать возможность всем желающим через оказание этой помощи духовно возрастать.
Семинария организует паломнические и культурно-просветительские поездки с обширной культурной программой, включающая посещение музеев, консерватории и иных учреждений культуры; встречи с выдающимися деятелями церкви, культуры, науки.
В пользовании студентов тренажёрный зал, создана футбольная команда, которая участвует в спортивных мероприятиях городского и епархиального уровня. Семинаристы принимают участие в международном Сретенском турнире по футболу «Кубок святого князя Димитрия Донского» среди духовных школ и приходов Московской епархии.
В семинарии преподают клирики Москвы, имеющие многолетний пастырский и педагогический опыт, кандидаты и доктора наук. Среди них — настоятель храма Сергия Радонежского в Рогожской слободе Москвы протоиерей Валентин Радугин, профессор Московской духовной академии и семинарии архимандрит Платон (Игумнов), настоятель собора Казанской иконы Божией Матери на Красной площади протоиерей Николай Иноземцев, управляющий Покровским благочинием Москвы, настоятель храма Мартина Исповедника в Алексеевской слободе протоиерей Александр Абрамов, наместник Николо-Угрешского монастыря игумен Варфоломей, главный научный сотрудник Института российской истории РАН Владимир Лавров, председатель Российской ассоциации исследователей, преподавателей и учителей риторики, профессор кафедры русской словесности и межкультурной коммуникации Владимир Аннушкин.
Семинарию окончили 134 выпускника, 58 из них в священном сане. Впоследствии значительное количество выпускников также приняли священный сан. На 2017 год выпускники семинарии осуществляют служение более чем в 38 епархиях Русской православной церкви.
Реализация программы магистратуры Николо-Угрешской духовной семинарии подразумевает творческую работу магистранта по индивидуальному плану, который, помимо традиционных форм аудиторных занятий, включает интерактивные занятия, спецкурсы и спецсеминары. Полноценная подготовка магистранта требует активного участия в научных мероприятиях (конференциях, научных семинарах, исследовательских кружках, летних школах и т. д.). Каждый магистрант включается в научные исследования под руководством опытных специалистов.
Специалисты, привлекаемые семинарией к работе в магистратуре, имеют опыт научной работы в Московской духовной академии, Свято-Тихоновском православном гуманитарном университете, Московском государственном университете, Институте российской истории РАН, Российской государственной библиотеке и других церковных и государственных научных центрах.
Срок обучения — 2 года.
При Николо-Угрешской семинарии открыты богословско-катехизаторские (духовно-просветительские) курсы «Сокровенный мир Православия». На лекциях, которые проводятся два раза в неделю — во вторник и пятницу, слушатели знакомятся со Священным Писанием, с историей и традициями Церкви. Кроме лекционных занятий, проводятся семинары и встречи, творческие вечера, слушатели курсов совершают паломнические поездки.
Руководитель катехизаторских курсов «Сокровенный мир Православия» — старший помощник проректора по воспитательной работе диакон Сергий Шилов.

## Ректоры
- 9 октября 1999 — 31 мая 2010 — епископ Люберецкий Вениамин (Зарицкий)
- 24 декабря 2010 — 16 июля 2020 — игумен Иоанн (Рубин)
- 16 июля 2020 — 25 августа 2022 — игумен Кирилл (Зинковский)
- 25 августа — 13 октября 2022 (и. о.) — протоиерей Максим Козлов
- 13 октября 2022 — 25 июля 2024 — архимандрит Мефодий (Зинковский)
- С 25 июля 2024 года — иеромонах Лука (Пронских) (и. о.)